# Xian de Zhuozi
Le xian de Zhuozi (卓资县 ; pinyin : Zhuózī Xiàn) est un district administratif de la région autonome de Mongolie-Intérieure en Chine. Il est placé sous la juridiction de la ville-préfecture d'Ulaan Chab.

## Démographie
La population du district était de 237 033 habitants en 1999.